# کنچیتا خنتیل آرکوس
کُنچیتا خنتیل آرکوس (اسپانیایی: Conchita Gentil Arcos‎؛ ‏ ۱۸۹۷ – ۲۳ دسامبر ۱۹۸۲) بازیگر اهل مکزیک در دوران طلایی سینمای مکزیک بود.
وی خواهر ماریا خنتیل آرکوس، یکی دیگر از بازیگران زن دوران طلایی سینمای مکزیک بود. کارلوس مونسیویس نویسنده مکزیکی از او (در کنار خواهرش ماریا) به عنوان یکی از «چهره‌های تکمیل‌کننده» سینمای مکزیک یاد کرد و نوشت: «هر چه باشد، تعداد چنین افرادی زیاد نیستند، اما سال‌های حضورشان در سینما آنها را تبدیل به یک چهره‌ای ماندگار کرده‌است…»
از فیلم‌هایی که وی در آن‌ها نقش داشته است، می‌توان به میشل استروگف و زنان بدون اشک اشاره نمود.